# Феррейра, Хуан Карлос
Хуан Ка́рлос Ферре́йра (исп. Juan Carlos Ferreyra; 12 сентября 1983, Сан-Рафаэль, провинция Мендоса) — аргентинский футболист, нападающий.

## Карьера
Хуан Карлос Феррейра начал карьеру футболиста в клубах низших дивизионов чемпионата Аргентины. В 22 года он впервые попал в клуб Примеры, подписав контракт с «Химнасией» из Ла-Платы. В 2006 году выступал за «Депортиво Кали», затем стал вице-чемпионом Эквадора с «Депортиво Куэнкой», причём сам Эль-Танке стал лучшим бомбардиром чемпионата.
Проведя сезон в «Ньюэллс Олд Бойз», в 2009 году Феррейра вернулся в Эквадор, в клуб «Макара».
В 2010 году Феррейра впервые попал в асунсьонскую «Олимпию», где с ходу стал лучшим бомбардиром Клаусуры. Всего за год в стане «чёрно-белых» Хуан Карлос в 42 матчах забил 21 гол. Аргентинец был признан лучшим иностранцем сезона 2010 года чемпионата Парагвая, а также лучшим футболистом вне зависимости от гражданства. После успеха с «Олимпией» Феррейра вернулся на родину, где его результативность в «Олл Бойз» резко снизилась. В 2012 году полсезона провёл в гуаякильской «Барселоне», завоевав свой первый серьёзный титул на клубном уровне — титул чемпиона Эквадора.
В 2013 году вернулся в «Олимпию», и помог этой команде впервые с 2002 года дойти до финала Кубка Либертадорес.

## Титулы и достижения
- Чемпион Эквадора (1): 2012
- Вице-чемпион Эквадора (1): 2007
- Вице-чемпион Аргентины (1): 2005 (Апертура)
- Вице-чемпион Парагвая (1): 2011 (Апертура)
- Финалист Кубка Либертадорес (1): 2013
- Лучший бомбардир чемпионата Эквадора (1): 2007
- Лучший бомбардир чемпионата Парагвая (1): 2010 (Клаусура)
- Лучший футболист чемпионата Парагвая (1): 2010
- Лучший легионер чемпионата Парагвая (1): 2010